# Máquina de somar

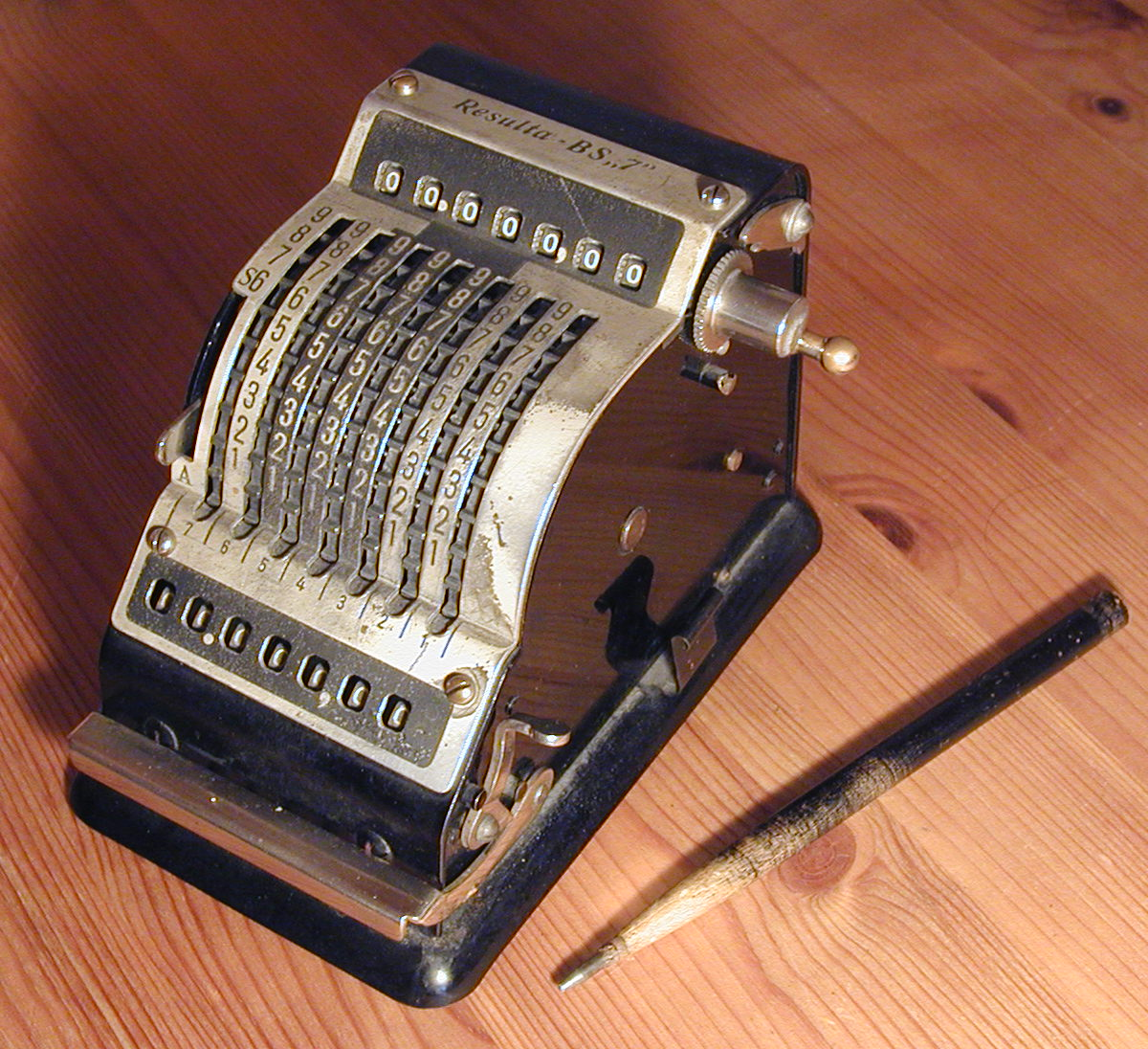
Máquina de somar

Uma máquina de somar é um tipo de máquina calculadora especializada, utilizada outrora para cálculos em contabilidade. Estas velhas máquinas podiam ser de manutenção difícil; e davam respostas erradas caso o mecanismo falhasse. Provavelmente, era melhor aprender a usar um ábaco.

## Características
Elas exigiam que o usuário puxasse uma alavanca para somar números. Os números eram entrados pressionando teclas num grande teclado numérico; por exemplo, a quantia $ 30,72 era digitada usando as teclas correspondentes a "$ 30", "70¢" e "2¢"; e puxando a alavanca em seguida. Subtrair era impossível, exceto pela soma do complemento de um número (por exemplo, subtrair $ 2,50 somando $ 9 997,50).
Uma máquina de somar posterior, chamada comptômetro, não exigia que se puxasse uma alavanca para somar. Os números eram entrados pela simples pressão das teclas. A máquina, assim, era movida pela força dos dedos. Algumas máquinas de somar era eletromecânicas, dispositivos antigos mas movidos por energia elétrica.
Algumas máquinas de "dez teclas" aceitavam a entrada de números como nas calculadoras modernas: 30,72 era digitado como "3", "0", "7", "2". Estas máquinas podiam subtrair também. Outras podiam multiplicar e dividir, embora incluir estas operações as tornasse mais complexas.
As máquinas de somar modernas são como calculadoras simples. Todavia, elas frequentemente têm um sistema de entrada diferente.
| Para calcular isto:         | Tecle isto na máquina de calcular:      |
| 2+17+5=?                    | 2 + 17 + 5 + T                          |
| 19-7=?                      | 19 + 7 - T                              |
| 38-24+10=?                  | 38 + 24 - 10 + T                        |
| 7×6=?                       | 7 × 6 =                                 |
| 18/3=?                      | 18 ÷ 3 =                                |
| (1,99×3)+(,79×8)+(4,29×6)=? | 1,99 × 3 = + ,79 × 8 = + 4,29 × 6 = + T |

Nota: em alguns casos, a máquina de somar possui uma tecla marcada * em vez de T. Neste caso, substitua * por T nos exemplos acima. Alternativamente, a tecla + pode totalizar continuamente, em vez de uma tecla * ou T. Algumas vezes, a tecla + era rotulada como +/=.